# Axthelm Seamount
Koordinaten: 65° 45′ S, 168° 24′ W
Der Axthelm Seamount ist ein Tiefseeberg im Rossmeer in der Antarktis.
Seine Benennung erfolgte 1995.